# Фикарра
Фика́рра (итал. и сиц. Ficarra) — коммуна в Италии, располагается в регионе Сицилия, подчиняется административному центру Мессина.
Население составляет 1797 человек, плотность населения составляет 100 чел./км². Занимает площадь 18 км². Почтовый индекс — 98062. Телефонный код — 0941.
В коммуне 25 марта особо празднуется Благовещение Пресвятой Богородицы. Богородица почитается также как покровительница Фикарры.

## Города-побратимы
- Виджевано, Италия